# Sidiki Bakaba
Sidiki Sijiri Bakaba (Abengourou, 1949) è un attore e regista ivoriano.

## Biografia
Nato in Costa d'Avorio, Bakaba ha studiato alla Scuola nazionale d'arte drammatica di Abidjan e seguito corsi al Living Theatre. Oggi è direttore generale del Palazzo della cultura di Abidjan, dove ha creato l'Actor Studio.
Ha al suo attivo un ampio repertorio teatrale classico, da Eschilo a Molière a Shakespeare. Ha interpretato autori africani come Bernard Dadié, Léopold Senghor, Athol Fugard, e firmato numerose regie.
In campo cinematografico, ha prestato il suo volto a molti personaggi di film africani, quali Visage de femmes del suo connazionale Désiré Ecaré, Le Médecin de Gafiré di Moustapha Diop, Daressalam di Issa Serge Coelo. È egli stesso autore per il cinema e la televisione, fiction e documentari: tra essi, oltre a Roues libres, Les Guérisseurs (1988), Tanowe des lagunes (1994), Caravane de la paix (2002), La Victoire aux mains nues (2005).
Fra cinema e teatro, Sidiki Bakaba ha ottenuto numerosi riconoscimenti internazionali per la miglior interpretazione. Ha vinto il Premio Unesco per la promozione delle arti assegnato nel 1999 all'Afriki Théâtre, compagnia da lui animata.
Materiali del Centro Missionario Diocesano, Nigrizia Multimedia, Progettomondo MLAL, LVIA, Catalogo del " XXVIII Festival di Cinema Africano di Verona ", pagina 25

## Filmografia parziale

### Regista
- Les Guérisseurs (1988)
- Roues libres (2002)
- Il nous faut l'Amérique ! (2005)

### Attore
- Discesa all'inferno (Descente aux enfers), regia di Francis Girod (1986)
- Campo Thiaroye, regia di Ousmane Sembène (1987)
- Mamy Wata, regia di Moustapha Diop (1989)
- Sotto le foglie (Quand vient l'automne), regia di François Ozon (2024)